# Båtskär (Brändö, Åland)
Båtskär är en ö i Åland (Finland). Den ligger i Skärgårdshavet och i kommunen Brändö i landskapet Åland, i den sydvästra delen av landet. Ön ligger omkring 76 kilometer nordöst om Mariehamn och omkring 230 kilometer väster om Helsingfors.
Öns area är 10 hektar och dess största längd är 470 meter i nord-sydlig riktning.